# Astronomische Einheit

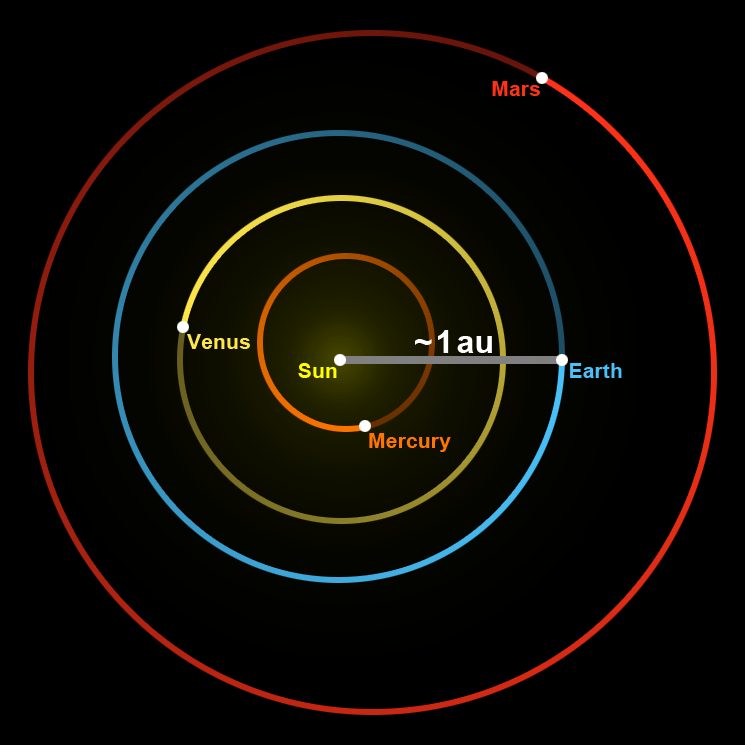
Veranschaulichung der Astronomischen Einheit (au), grau

Die Astronomische Einheit (abgekürzt AE, international au für englisch astronomical unit) ist ein Längenmaß in der Astronomie. Sie entspricht dem mittleren Abstand zwischen Erde und Sonne, der ca. 150 Millionen km beträgt.
Die Astronomische Einheit ist neben dem Lichtjahr und dem Parsec die wichtigste Einheit unter den astronomischen Maßeinheiten. Sie gehört nicht zum Internationalen Einheitensystem (SI), ist aber zum Gebrauch mit dem SI zugelassen. Sie ist keine gesetzliche Maßeinheit.
Die Astronomische Einheit war historisch von großer Bedeutung für die Astronomie, weil die meisten Entfernungsbestimmungen aufgrund der verwendeten Methoden das Verhältnis der gemessenen Entfernung zum Erdbahnradius lieferten. Dieses Verhältnis konnte oft deutlich genauer bestimmt werden, als der absolute Wert des Abstands Erde–Sonne. Somit konnten Entfernungen mit größerer Genauigkeit in AE angegeben werden.
Mittlerweile ist jedoch der Umrechnungsfaktor zwischen AE und Metern so genau bekannt, dass die Verwendung der AE keine Genauigkeitsvorteile mehr bietet. Deshalb wurde 2012 die frühere, astronomische Definition der AE aufgegeben und die AE einfach als eine bestimmte Anzahl von Metern neu definiert. Damit hat die AE ihren ursprünglichen Vorteil verloren. Sie wird jedoch für Entfernungen innerhalb des Sonnensystems weiterhin verwendet, da sich so „handliche“ Zahlenwerte ergeben.
Das Internationale Büro für Maß und Gewicht empfiehlt seit 2014 für die Astronomische Einheit ebenso wie die Internationale Astronomische Union (IAU) das Einheitenzeichen au. Im Gegensatz dazu hat sich in der deutschsprachigen Literatur die Verwendung von AE und AU durchgesetzt.

## Definition
Seit 2012 lautet die Definition:
1 AE  =  149597870700 m  ≈  149,6 Millionen km.
Dies entspricht mit einer Abweichung von nur 10−6 der großen Halbachse der Erdbahn und gleichzeitig dem mittleren Abstand zwischen Erde und Sonne (siehe hierzu Erdbahn).
Die für interstellare Distanzen verwendete Einheit Parsec (pc) ist definiert als die Entfernung, aus der der mittlere Erdbahnradius (1 AE) unter einem Winkel von einer Winkelsekunde erscheint. Daraus folgt:
1 AE  =  2π / (360·60·60) pc
1 AE  ≈  4.84814e-6 pc
Ausgedrückt in Lichtsekunden (Ls) bzw. Lichtjahren (Lj) gilt:
1 AE  = 499 9823⁄2053373 Ls  ≈  499.0048 Ls

1 AE  ≈  1.581251e-5 Lj.
Da der Lichtgeschwindigkeit für die Definition des Meters und anderer SI-Einheiten ein fester Zahlenwert zugewiesen wurde, ist die Umrechnung von Lichtsekunde und Lichtjahr in Meter und damit auch in AE exakt angebbar (hätte aber bei exakter Angabe als Dezimalbruch eine sehr lange Periode). Ein Lichtstrahl oder eine Radiowelle benötigt ca. 8 Minuten und 19 Sekunden, um die Strecke zurückzulegen.

## Geschichte

### Überblick
Die AE war ursprünglich als die Länge der großen Halbachse der Erdbahn definiert, später als Radius einer Kreisbahn, auf der ein hypothetischer masseloser Körper die Sonne in einem vorgegebenen Zeitraum umrundete.
Nach der heutigen Definition hingegen ist die AE nun keine durch Messung zu ermittelnde Eigenschaft des Sonnensystems mehr, sondern sie ist eine Strecke mit einer per Definition exakt festgelegten Länge in Metern.

### Definition als große Halbachse der Erdumlaufbahn

#### Der Abstand Erde-Sonne als Maßeinheit
Schon im 3. Jahrhundert v. Chr. gelang Aristarchos von Samos, einem frühen Anhänger des heliozentrischen Weltbildes, eine erste Abschätzung des Abstands der Erde von der Sonne. Nach seinen trigonometrischen Messungen sollte die Sonne von der Erde 19-mal so weit entfernt sein wie der Mond (in Wirklichkeit beträgt der Faktor 400).
Erst im 16. und 17. Jahrhundert setzte sich in Europa das heliozentrische Weltbild durch (Kopernikanische Wende). Johannes Kepler formulierte 1619 sein drittes Gesetz. Demnach ist das Quadrat der Umlaufszeit {\displaystyle U} eines Planeten proportional zur dritten Potenz der großen Halbachse {\displaystyle a} seiner Umlaufbahn:
{\displaystyle U^{2}\sim a^{3}.\qquad }(1)
Da die Umlaufzeiten der Planeten leicht zu beobachten sind und schon frühen Astronomen sehr genau bekannt waren, ließ sich aus dem Verhältnis der Umlaufzeiten zweier Planeten mit praktisch derselben Genauigkeit auf das Verhältnis ihrer Bahnradien schließen. Die damaligen Ephemeriden konnten daher mit hoher Genauigkeit berechnen, wievielmal z. B. Mars zu einem gegebenen Zeitpunkt weiter von der Sonne entfernt war als die Erde. Man wählte die große Halbachse der Erdbahn als Längenmaß, nannte sie „Astronomische Einheit“. Anstelle der umständlichen Ausdrucksweise „Mars ist heute 1,438 mal so weit von der Sonne entfernt wie die große Halbachse der Erdbahn lang ist“ konnte man dann gleichbedeutend einfach sagen „Mars ist heute 1,438 AE von der Sonne entfernt“.
Während der Abstand der Erde zur Sonne und andere Distanzen im Sonnensystem in irdischen Längenmaßen wie Meilen oder Metern nur sehr ungenau bekannt war, ließen sich solche Entfernungen mit hoher Genauigkeit in AE angeben.

#### Wissenschaftliche Definition
Angesichts dieser Vorteile bot sich die Verwendung der AE als Längeneinheit für wissenschaftliche Zwecke an, bedurfte hierfür jedoch einer hinreichend genauen Definition.
Mit seinem 1687 erschienenen Werk Philosophiae Naturalis Principia Mathematica beschrieb Isaac Newton die Himmelsmechanik durch das von ihm entdeckte Gravitationsgesetz. Die einfache Proportionalität des Dritten Keplerschen Gesetzes (1) wird dabei insofern modifiziert, dass die relative Masse der Planeten im Verhältnis zur Sonne eine (kleine) Korrektur bewirkt:
Demnach gilt für die Umlaufdauer {\displaystyle U_{\mathrm {P} }} eines Planeten der Masse {\displaystyle M_{\mathrm {P} }}, der die Sonne (Masse {\displaystyle M_{\odot }}) auf einer Bahn mit der großen Halbachse {\displaystyle a_{\mathrm {P} }} umläuft:
{\displaystyle {\frac {U_{\mathrm {P} }^{2}}{a_{\mathrm {P} }^{3}}}={\frac {4\,\pi ^{2}}{G\cdot (M_{\odot }+M_{\mathrm {P} })}}.\qquad }(2)
Für zwei Planeten P1 und P2 folgt daraus:
{\displaystyle {\frac {U_{\mathrm {P1} }^{2}}{U_{\mathrm {P2} }^{2}}}\cdot {\frac {M_{\odot }+M_{\mathrm {P1} }}{M_{\odot }+M_{\mathrm {P2} }}}={\frac {a_{\mathrm {P1} }^{3}}{a_{\mathrm {P2} }^{3}}}.\qquad }(3)
Dieses Gesetz enthält nur Verhältnisse der Umlaufzeiten, der Massen und der großen Halbachsen. Das Zweite Keplersche Gesetz enthält in ähnlicher Weise nur eine Aussage über die Verhältnisse der vom Fahrstrahl in bestimmten Zeitintervallen überstrichenen Flächen. Diese Gesetze liefern die Positionen der Planeten daher zunächst in einem noch unbestimmten Maßstab. Man kann deshalb die Einheiten der vorkommenden Längen, Zeitintervalle und Massen so wählen, dass sie die Rechnungen möglichst einfach gestalten. In der klassischen Astronomie wählte man üblicherweise als astronomische Längeneinheit die Länge der großen Halbachse der Erdbahn (AE), als astronomische Masseneinheit die Masse der Sonne (M☉) und als astronomische Zeiteinheit den Tag (d).
Da die Positionen der Himmelskörper an der scheinbaren Himmelskugel (also die Richtungswinkel, unter denen sie dem Beobachter erscheinen) von absoluten Maßstäben unabhängig sind, konnten die Astronomen mit diesen relativen Maßstäben bereits hochpräzise Positionsastronomie betreiben. Die Entfernung eines Planeten konnte außerdem für einen gewünschten Zeitpunkt mit hoher Genauigkeit in Astronomischen Einheiten angegeben werden, die Entfernung in üblichen „irdischen“ Maßeinheiten (Fuß, Meile, …) hingegen weit weniger genau, da die Länge der Astronomischen Einheit in übliche Einheiten weiterhin nur mäßig genau bekannt war. Ähnlich konnten die Massen der Planeten recht genau in Sonnenmassen angegeben werden, aber deutlich weniger genau in „irdischen“ Einheiten (Pfund, …).

### Definition über die Gaußsche Gravitationskonstante

#### Gaußsche Gravitationskonstante
Die Newtonsche Gravitationskonstanten {\displaystyle G} in der Gleichung (2) wurde erst Ende des 18. Jahrhunderts erstmals bestimmt, damals noch mit geringer Genauigkeit. Auch die Distanzen {\displaystyle a} und Massen {\displaystyle M} waren nur sehr ungefähr bekannt. Sehr genau hingegen konnte man neben der Umlaufzeit {\displaystyle U} die relativen Verhältnisse der Massen sowie der Abstände angeben. Gleichung (2) ließ sich daher für genaue Angaben verwenden, wenn man astronomische Maßeinheiten verwendete: als Masseneinheit die Sonnenmasse {\displaystyle (M_{\odot })}, als Längeneinheit die große Halbachse der Erdbahn (AE) und als Zeiteinheit den mittleren Sonnentag (d).
Aus Gleichung (2) folgt für die Umlaufdauer eines Planeten {\displaystyle P}
{\displaystyle U_{\mathrm {P} }={\frac {2\pi \cdot a_{\mathrm {P} }^{3/2}}{{\sqrt {G}}\cdot {\sqrt {M_{\odot }(1+{\frac {M_{\mathrm {P} }}{M_{\odot }}})}}}}={\frac {2\pi \cdot a_{\mathrm {P} }^{3/2}}{k\cdot {\sqrt {M_{\odot }(1+\mu _{\mathrm {P} })}}}}\qquad }(4)
mit den Abkürzungen
{\displaystyle k:={\sqrt {G}}\qquad } und {\displaystyle \qquad \mu _{\mathrm {P} }:={\frac {M_{\mathrm {P} }}{M_{\odot }}}}.
Carl Friedrich Gauß bestimmte 1809 den Wert der Gravitationskonstanten {\displaystyle k} in astronomischen Maßeinheiten, indem er die damals schon präzise bekannten Werte das System Sonne–Erde (Umlaufszeit {\displaystyle U_{\mathrm {E} }} und Massenverhältnis {\displaystyle \mu _{\mathrm {E} }}) einsetzte, nämlich:
{\displaystyle U_{\mathrm {P} }=U_{\mathrm {E} }=365{,}256\,383\,5\;\mathrm {d} \qquad } (siderisches Jahr)
{\displaystyle \mu _{\mathrm {P} }=\mu _{\mathrm {E} }={\frac {1}{354\,710}}=0{,}000\,002\,819\,2}
Daraus erhielt er, ausgedrückt in den Einheiten {\displaystyle \mathrm {M} _{\odot }}, AE und d, die Konstante
{\displaystyle \qquad k={\frac {2\pi \cdot a_{\mathrm {E} }^{3/2}}{U_{\mathrm {E} }\cdot {\sqrt {M_{\odot }\left(1+\mu _{\mathrm {E} }\right)}}}}=0{,}017\,202\,098\,95\ {\frac {\mathrm {AE} ^{3/2}}{\mathrm {d} \,{\sqrt {\mathrm {M_{\odot }} }}}}.\qquad }(5)
Dieser Zahlenwert der Gravitationskonstanten ausgedrückt in astronomischen Maßeinheiten wurde in der Folge als Standardwert für zahlreiche astronomische Berechnungen verwendet.

#### Definition von 1976
Mit stets verbesserter Kenntnis von {\displaystyle U_{\mathrm {E} }} und {\displaystyle \mu _{\mathrm {E} }} hätte der Zahlenwert von {\displaystyle k} ständig verbessert werden können. Der gaußsche Wert (5) lag jedoch bald zahlreichen fundamentalen Tabellen zugrunde, die bei jeder Veränderung von {\displaystyle k} hätten neu berechnet werden müssen. Eine Alternative bestand darin, in der Gleichung (5) den Zahlenwert von {\displaystyle k} beizubehalten und stattdessen die Längeneinheit, in der {\displaystyle a_{\mathrm {E} }} gemessen wird, so anzupassen, dass der in der neuen Längeneinheit gemessene neue Zahlenwert von {\displaystyle a_{\mathrm {E} }} die Gleichung für die neuen Werte von {\displaystyle U_{\mathrm {E} }} und {\displaystyle \mu _{\mathrm {E} }} wieder erfüllt. Die große Halbachse {\displaystyle a_{\mathrm {E} }} der Erdbahn verlor damit ihren definierenden Status: Sie hatte in astronomischen Maßeinheiten nicht mehr strikt die Länge 1 AE. Die Längeneinheit, bezüglich der {\displaystyle a_{\mathrm {E} }} den die Gleichung erfüllenden Zahlenwert annahm, war die neue AE.
Die Praxis, den Zahlenwert von {\displaystyle k} festzuhalten und durch ihn die AE zu definieren, war inoffiziell seit dem 19. Jahrhundert üblich. Sie wurde 1938 offiziell von der IAU übernommen, als sie auf der 6. Generalversammlung den gaußschen Zahlenwert für {\displaystyle k} per Resolution festschrieb. 1976 erfolgte auf der 28. Generalversammlung erstmals eine explizite textliche Definition.
„Die astronomische Längeneinheit ist jene Länge (A), für welche die gaußsche Gravitationskonstante ({\displaystyle k}) den Wert 0,017 202 098 95 annimmt, wenn die Maßeinheiten die Astronomischen Einheiten der Länge, der Masse und der Zeit sind. […]“
Da die Definition der AE damit aber ohnehin nicht mehr unmittelbar durch die Erdbahn gegeben war, lösten sich die Astronomen von der Erdmasse {\displaystyle \mu _{\mathrm {E} }} und bezogen die neue Definition auf einen fiktiven Körper {\displaystyle f} mit vernachlässigbar kleiner Masse. Wenn dieser Körper sich auf einer ungestörten Bahn befindet, deren große Halbachse gleich der zu bestimmenden neuen Längeneinheit AE ist, so lautet Gleichung (4) für ihn
{\displaystyle U_{\mathrm {f} }={\frac {2\pi \cdot 1^{3/2}}{k\cdot {\sqrt {1+0}}}}={\frac {2\pi }{k}}}
Dieser definierende Körper hat also eine Umlaufdauer von
{\displaystyle {\frac {2\pi }{k}}=365{,}256\,898\,326\dots } Tagen (sogen. Gaußsches Jahr)
Die fiktive Bahn lässt sich ohne Beschränkung der Allgemeingültigkeit als kreisförmig annehmen. Die Definition der AE von 1976 lässt sich daher gleichbedeutend formulieren als
Die Astronomische Einheit AE ist der Radius einer kreisförmigen Umlaufbahn, auf welcher ein Körper mit vernachlässigbarer Masse und frei von Störungen in {\displaystyle {\tfrac {2\cdot \pi }{k}}} Tagen ein Zentralgestirn umläuft, wobei {\displaystyle k} die gaußsche Gravitationskonstante ist.

#### Erdbahn und AE
Für die Erde {\displaystyle E} und den definierenden fiktiven Körper {\displaystyle f} schreibt sich das Dritte Keplersche Gesetz (3) als:
{\displaystyle {\frac {U_{\mathrm {E} }^{2}}{U_{\mathrm {f} }^{2}}}\cdot {\frac {M_{\odot }+M_{\mathrm {E} }}{M_{\odot }+0}}={\frac {a_{\mathrm {E} }^{3}}{a_{\mathrm {f} }^{3}}}={\frac {a_{\mathrm {E} }^{3}}{1\,\mathrm {AE} ^{3}}}}
Seit der Wert von {\displaystyle k} festgelegt wurde, haben Fortschritte in der Astronomie immer genauere Messungen des Massenverhältnisses und der Umlaufzeit ermöglicht. Die aktuellen Zahlenwerte sind
{\displaystyle \mu _{\mathrm {E} }={\frac {1}{328\,900{,}561\,400}}}
und
{\displaystyle U_{\mathrm {E} }=365{,}256\,363\,\mathrm {d} }.
Mit diesen neuesten Werten ergibt sich
{\displaystyle a_{\mathrm {E} }={\sqrt[{3}]{{\frac {U_{\mathrm {E} }^{2}}{(2\pi /k)^{2}}}\cdot (1+\mu _{\mathrm {E} })}}=1{,}000\,000\,036\,\mathrm {AE} }.
Mit der Definition der AE von 1976 war die große Halbachse der Erdbahn also etwas größer als 1 AE (Abweichung 3.6e-8).

#### Heliozentrische Gravitationskonstante
Rechnet man Umlaufzeit {\displaystyle U_{\mathrm {f} }} und große Halbachse {\displaystyle a_{\mathrm {f} }=1\,\mathrm {AE} } des fiktiven masselosen Körpers von astronomischen Maßeinheiten wieder nach SI-Einheiten um
{\displaystyle 1\,\mathrm {d} =86400\ \mathrm {s} },
{\displaystyle 1\,\mathrm {AE} =L\ \mathrm {m} }
und setzt das Ergebnis in Gleichung (2) ein, so ergibt sich:
{\displaystyle {\frac {(U_{\mathrm {f} }\cdot 86400\,\mathrm {\frac {s}{d}} )^{2}}{(1\,\mathrm {AE} \cdot L\,\mathrm {\frac {m}{AE}} )^{3}}}={\frac {4\,\pi ^{2}}{G\cdot M_{\odot }}},}
wobei {\displaystyle L} der noch zu bestimmende Umrechnungsfaktor von Astronomischen Einheiten in Meter ist. Einsetzen von
{\displaystyle U_{\mathrm {f} }={\frac {2\pi }{k}}\qquad }(6)
und Auflösen nach {\displaystyle GM_{\odot }} liefert:
{\displaystyle GM_{\odot }=k^{2}\cdot {\frac {(L\,\mathrm {\frac {m}{AE}} )^{3}}{(86400\,\mathrm {\frac {s}{d}} )^{2}}}}
(Die heliozentrische Gravitationskonstante GM☉ ist das Produkt aus der newtonschen Gravitationskonstanten G und der Sonnenmasse M☉. Sie lässt sich aus der Vermessung der Planetenbahnen ableiten und ist mit wesentlich höherer Genauigkeit bekannt als ihre beiden Einzelfaktoren.)
Die eben genannte Formel stellt nichts anderes dar als die Umrechnung von k2 (in astronomischen Maßeinheiten) nach G bzw. GM☉ (in SI-Einheiten). In astronomischen Maßeinheiten hat k stets denselben von der Definition der AE festgelegten Zahlenwert. In SI-Einheiten hängt der Zahlenwert von GM☉ ab von dem jeweils aktuellen durch Beobachtung bestimmten Zahlenwert für die Länge L der Astronomischen Einheit.
Nicht vorgesehen war in der 1976er Definition eine eventuelle physikalisch reale Veränderlichkeit von GM☉, etwa durch eine kosmologische Veränderlichkeit von G oder den Masseverlust der Sonne. Sollte es infolge gesteigerter Messgenauigkeit notwendig werden, ein zeitlich veränderliches GM☉ zu beschreiben, so könnte dies (da k ja laut Definition auf seinem gegebenen Zahlenwert fixiert ist) nur durch die sehr unbefriedigende Verwendung einer zeitlich veränderlichen AE geschehen.
Die Neudefinition der AE von 2012 entkoppelt GM☉ und AE und eröffnet so den Weg zur direkten Messung von GM☉ (und seiner eventuellen Veränderlichkeit) in SI-Einheiten. Der Umweg über die AE ist nicht mehr nötig. Eine Änderung des Zahlenwertes L der AE infolge einer Neubestimmung hat keine Änderung des Zahlenwertes von GM☉ mehr zur Folge.

### Definition als absolute Längenangabe in Metern

#### Direkte Messungen
Distanzen innerhalb des Sonnensystems und somit auch der Abstand der Erde zur Sonne konnte lange Zeit nur ungenau bestimmt werden. Die Umrechnung der AE in Meter oder andere „irdische“ Einheiten war daher nicht gut bekannt.
Um die Länge der AE in Metern zu ermitteln, war es notwendig, die in AE bekannten Entfernungen zu den Planeten oder zur Sonne in Metern zu messen. Dies konnte bis etwa zur Mitte des 20. Jahrhunderts nur durch Triangulationen mit optischen Mitteln geschehen. Die AE wurde hauptsächlich aus hochgenauen Winkelmessungen (Parallaxen) abgeleitet, die von möglichst weit voneinander entfernten Sternwarten aus zu den Planeten Venus und Mars sowie zu erdnahen Asteroiden durchgeführt wurden. Ein kurzer Überblick über diese Bestimmungen der AE bis ins frühe 20. Jahrhundert findet sich im → Artikel Venustransit.
Dies änderte sich Anfang der 1960er Jahre, also direkte Messverfahren möglich wurden: Laser-Entfernungsmessung zum Mond, Radar-Entfernungsmessung zu Merkur, Venus und Mars, oder Messung der Signallaufzeiten zu Raumsonden. Aus solchen Messungen wurde der moderne Wert der mittleren großen Halbachse der Erdbahn sehr genau bestimmt. Aus der Vermessung der „mittleren Bewegungen“ (d. h. der mittleren Geschwindigkeiten) oder der Umlaufperioden der Planeten, die sich sehr genau bestimmen lassen, folgen über das Dritte Keplergesetz (in der newtonschen Fassung inklusive relativistischer Korrekturen) mit derselben Genauigkeit die großen Halbachsen der Planeten in AE. Die Abstandsmessungen zu den Planeten mittels Radar bestimmen deren Bahngeometrie und damit die großen Halbachsen ihrer Bahnen in Metern; das Verhältnis zur Länge der großen Halbachsen in AE liefert die Länge der AE in Metern sowie den Zahlenwert von GM☉ in m3/s2.

#### Messergebnisse
Die folgende Tabelle listet unter anderem einige moderne Ephemeriden auf, die durch Anpassung der physikalischen Bewegungsgleichungen an umfangreiches Beobachtungsmaterial gewonnen wurden. Jede solche Anpassung liefert unter anderem wie eben beschrieben einen Zahlenwert für den Skalenfaktor des Sonnensystems, der die Länge der AE in Metern angibt (die jeweils genannten Unsicherheiten sind in der Regel formale Unsicherheiten, die im Zuge der Anpassung aus der Konsistenz der Messdaten untereinander abgeschätzt werden und die meist zu optimistisch ausfallen. Ein realistischeres Bild der Unsicherheiten gewinnt man durch Vergleich der Ergebnisse untereinander):
| Große Halbachse der Erdbahn (in m) | Jahr | Quelle bzw. Ephemeride |
| ---------------------------------- | ---- | --- |
| 159 000                            | 1659 | Beobachtung des scheinbaren Winkeldurchmessers der Venus unter der Annahme, dass diese genauso groß ist wie die Erde, Huygens |
| 139 500 000                        | 1673 | Beobachtung der Parallaxe der Sonne, Cassini                                                                                  |
| 155 000 000 ± 1 100 000            | 1822 | Beobachtung der Parallaxe des Planeten Venus, Encke                                                                           |
| 148 330 000                        | 1873 | Beobachtung der Parallaxe des Asteroiden Flora, Galle                                                                         |
| 149 531 000                        | 1954 | Beobachtung der Parallaxe des Asteroiden Eros, Rabe                                                                           |
| 149 597 850 000 ± 400 000          | 1962 | Radar zur Venus, Pettengill                                                                                                   |
| 149 598 845 000 ± 250 000          | 1962 | Radar zur Venus, Muhleman |
| 149 597 870 000 ± 2 000            | 1976 | IAU – System astronomischer Konstanten                                                                                        |
| 149 597 870 684 ± 30               | 1983 | JPL DE102, Newhall |
| 149 597 870 660 ± 2                | 1990 | JPL DE118, DE200, Standish |
| 149 597 870 620 ± 180              | 1993 | Krasinsky |
| 149 597 870 691 ± 6                | 1998 | JPL DE405, Standish |
| 149 597 870 691,2 ± 0,2            | 2000 | IAA EPM2000, Pitjeva |
| 149 597 870 697,4 ± 0,3            | 2003 | JPL DE410, Standish |
| 149 597 870 696,0 ± 0,1            | 2004 | IAA EPM2004, Pitjeva |
| 149 597 870 700,85 …               | 2006 | JPL DE414, Standish |
| 149 597 870 700 ± 3                | 2009 | Mittelwert; Pitjeva und Standish                                                                                              |
| 149 597 870 700 (def.)             | 2014 | Zum Vergleich: Festlegung der AE durch die IAU                                                                                |

Die Ephemeride DE405 des JPL liegt derzeit zahlreichen Jahrbüchern und sonstigen Ephemeridenwerken zugrunde. Der aus ihr abgeleitete Zahlenwert von 149 597 870 691 m für die AE war daher für mehrere Jahre der gebräuchlichste Standardwert. Er wurde vom IERS empfohlen.
Streng genommen ist der genannte Zahlenwert nicht der SI-Wert, da den Berechnungen der Planetenbewegungen die auf den Schwerpunkt des Sonnensystems bezogene Zeitskala TDB zugrunde gelegt wird, während die SI-Sekunde sich definitionsgemäß auf die Erdoberfläche (genauer: das Geoid) bezieht und aus relativistischen Gründen etwas schneller läuft. Rechnet man den TDB-Wert auf strikte SI-Einheiten um, so ergibt sich:
| AE (in m)       | Zeitskale |
| --------------- | --------- |
| 149 597 870 691 | TDB       |
| 149 597 871 464 | SI        |

#### Beschluss zur heutigen Definition
Da die direkten Messungen der Distanzen so genau geworden waren, waren Entfernungsangaben in AE (nach der Definition von 1976) nicht mehr genauer als direkte Angaben in Metern. Es gab daher keinen Grund mehr, mit AE und Meter zwei separat definierte und damit voneinander entkoppelte Längenmaße zu haben. Eine Neudefinition der AE über einen fest definierten Umrechnungsfaktor zum Meter wurde erforderlich.
Die 27. Generalversammlung der Internationalen Astronomischen Union hatte im Jahre 2009 im Rahmen des „IAU 2009 System of Astronomical Constants“ den aus damaligen besten Messungen abgeleiteten Wert von 149 597 870 700 m ± 3 m zur allgemeinen Verwendung empfohlen. Diese Empfehlung wurde am 30. August 2012 von der 28. Generalversammlung der Internationalen Astronomischen Union als Definition festgeschrieben:
| “… that the astronomical unit be re-defined to be a conventional unit of length equal to 149 597 870 700 m exactly, […]”                  |
| „… dass die Astronomische Einheit neu definiert werde als eine konventionelle Längeneinheit, die exakt gleich 149 597 870 700 m ist, […]“ |
Die Genauigkeit moderner Positionsmessungen im Sonnensystem ist so hoch, dass relativistische Korrekturen berücksichtigt werden müssen. Die Übertragung der vorherigen Definition in einen relativistischen Begriffsrahmen hätte zusätzliche Konventionen erfordert und eine vom Bezugssystem abhängige Länge der AE ergeben. Die neu definierte AE hingegen hat in allen relativistischen Bezugssystemen dieselbe Länge. Die Resolution legt explizit fest, dass dieselbe Definition für alle relativistischen Zeitskalen (z. B. TCB, TDB, TCG, TT usw.) verwendet werden soll.
Die so definierte Einheit wurde vom Internationalen Büro für Maß und Gewicht (BIPM) in die Liste der zur Verwendung mit dem Internationales Einheitensystem (SI) zugelassenen Maßeinheiten aufgenommen.

## Veränderlichkeit der gaußschen AE
Die im Jahre 2012 neu definierte AE ist durch einen festen Zahlenwert festgelegt und damit per Definition unveränderlich. Die über die Gaußsche Konstante definierte frühere AE ist hingegen ein durch Messung zu bestimmender Skalenfaktor des Sonnensystems, der möglicherweise Veränderungen des Sonnensystems widerspiegelt. Messungen zur Bestimmung der AE im früheren Sinne können daher durchaus zur Aufdeckung solcher eventueller Veränderungen noch nützlich sein.
Auswertungen von Radarmessungen scheinen anzudeuten, dass der Skalenfaktor des Sonnensystems langsam zunimmt. Es werden Änderungsraten von 15 ± 4 Meter/Jahrhundert, 7 ± 2 Meter/Jahrhundert und 1,2 ± 1,1 Meter/Jahrhundert genannt; die Ursache ist bislang unbekannt.
- Die naheliegende Vermutung, der beobachtete Effekt werde durch die Expansion des Universums verursacht, erweist sich als unzutreffend. Theoretische Untersuchungen anhand gängiger kosmologischer Modelle zeigen, dass die kosmische Expansion keine messbaren Auswirkungen auf die Bewegung der Planeten hat.[42]
- Der durch den Sonnenwind und die Energieabstrahlung verursachte Massenverlust der Sonne führt zu einer langfristigen Vergrößerung der Planetenbahnradien um etwa 0,3 Meter/Jahrhundert.[42] Dieser Effekt verursacht zwar aufgrund der Abnahme der von der Sonne ausgeübten Gravitationskraft eine Vergrößerung der Abstände der Planeten von der Sonne und untereinander, aufgrund der Abnahme der Sonnenmasse M☉ jedoch gleichzeitig wegen Gleichung (6) eine Verringerung[45] der über die Gaußsche Konstante definierten AE.
- Eine Abnahme der Gravitationskonstanten G um etwa 2e-10 Prozent pro Jahr könnte den Effekt erklären, jedoch kann nach neueren Messungen eine eventuelle Veränderlichkeit von G nicht größer als etwa 0,06 · 10−10 Prozent pro Jahr sein.[33]

Bislang lässt sich nicht ausschließen, dass es sich lediglich um systematische Fehler in den Beobachtungen handelt. Bei der Berechnung der Planetenbahnen oder der Signalausbreitung unberücksichtigt gebliebene Effekte werden für weniger wahrscheinlich gehalten. Erklärungsversuche im Rahmen exotischerer Gravitationstheorien wie zum Beispiel der Stringtheorie werden derzeit als „hoch spekulativ“ angesehen.